# Leptosphaeria pimpinellae
Leptosphaeria pimpinellae är en svampart som beskrevs av Lowen & Sivan. 1989. Leptosphaeria pimpinellae ingår i släktet Leptosphaeria och familjen Leptosphaeriaceae.   Inga underarter finns listade i Catalogue of Life.